# Pirazyna
Pirazyna, 1,4-diazyna – heteroaromatyczny organiczny związek chemiczny.

## Otrzymywanie
Pirazyna może zostać otrzymana metodą opisaną przez Wilhelma Staedela i Leopolda Rügheimera w 1876 roku, w której 2-chloroacetofenon reaguje z amoniakiem, a produkt tej reakcji jest następnie utleniany. Podobną metodą jest synteza Gutknechta.

## Zastosowanie
Pochodne pirazyny znajdują zastosowanie m.in. w medycynie. Przykładami takich związków są bortezomib o działaniu cytostatycznym bądź pirazynamid będący lekiem przeciwgruźliczym. Niektóre pochodne pirazyny występują naturalnie, np. tetrametylopirazyna występująca w Ligusticum striatum, bylinie z rodziny selerowatych, która może przyczyniać się do zmniejszania ilości rodników w organizmie.